# Писцовский район
Писцовский район — административно-территориальная единица в составе Ивановской Промышленной области РСФСР, существовавшая в 1929—1932 годах. Административный центр — рабочий посёлок Писцово.
Писцовский район образован 10 июня 1929 года в составе Шуйского округа Ивановской Промышленной области из Писцовской, Березниковской, Сорохтской и части Ивановской и Миловской волостей бывшего Нерехтского уезда Костромской губернии.
1 января 1932 года к району причислены следующие сельсоветы Ивановского района: Беркинский, Буньковский, Клевцовский, Степановский и Тюрюковский.
20 июня 1932 года центр района из рабочего посёлка Писцово был перенесен в рабочий посёлок Комсомольский. Сельсоветы Никульский, Островский, Поемечский были переданы в Нерехтский район, Бардуковский и Шараповский — в Середский район, Тюгаевский — в Гаврилов-Ямский район, Беркинский, Буньковский, Клевцовский, Степановский и Тюрюковский — в сельскую местность, подчинённую Иваново-Вознесенскому горсовету. В состав района были включены Губцевский, Ивашкинский, Кулеберьвский, Мытищинский, Никольский, Светиковский и Якшинский сельсоветы Тейковского района.
1 ноября 1932 года постановлением ВЦИК район был переименован в Комсомольский.

## Административное деление
В 1929 году в состав района входило 20 сельсоветов:
- Бардуковский,
- Бразинский,
- Гробищевский,
- Даниловский,
- Дмитриевский,
- Иваньковский,
- Красновский,
- Кузнецовский,
- Миловский,
- Михеевский,
- Никулинский,
- Островский,
- Поемечский,
- Строево-Горский,
- Сорохтский,
- Сретенский,
- Тюгаевский,
- Шараповский,
- Шатровский,
- Юрцевский.